# 朱美
朱美（1973年4月11日—），湖南衡阳人，中国女子射击队运动员。

## 生涯
朱美於1988年加入湖南省體育學校，之後在1991年晉身至省隊中，教練同是鄒發祥。在1997年，她入選國家隊，孫盛年為她的教練。
在朱美成為國家隊一員的那一年中，她在6月時與尹衛萍、劉英姿以205中的成績於上海奪得女子團體多向飛碟小項的金牌並刷新了全國紀錄。同年，她在世界錦標賽中取得了女子個人多向飛碟小項的季軍和亞洲錦標賽女子個人多向飛碟小項的銀牌。
2005年，朱美於塞黑世界杯中取得第三。翌年，她於5月舉行的美國科爾維爾世界杯以1中之差壓過主辦國對手，為中國在該賽事中奪得第一面金牌。而在美國世界杯前的兩個月，她於廣州的賽事得到一個第三。同年7月，又在克羅地亞世界錦標賽中與隊友贏得金牌，成績是201中。隨後12月2日，朱美隨隊參與多哈亞運，並在女子個人多向飛碟小項摘下銀牌。同日進行的女子團體多向飛碟小項中，她與陳麗和王玉錦以195中获得团体第一。2014年仁川亚运会上，她与朱靖宇、陈芳合作，以199中的总成绩，获得女子團體不定向飛靶项目银牌。